# Parafia Najświętszej Maryi Panny Królowej Polski w Ozorkowie
Parafia pw. Najświętszej Maryi Panny Królowej Polski w Ozorkowie – parafia rzymskokatolicka należąca do dekanatu ozorkowskiego, archidiecezji łódzkiej, metropolii łódzkiej. Zwana też „na Adamówku”.
Kościół został zbudowany w latach 1995–2000. Mieści się przy ulicy Adamówek.

## Historia
1 sierpnia 1992 r., ks. abp Władysław Ziółek erygował parafię pw. Najświętszej Maryi Panny Królowej Polski w Ozorkowie, wyłączając ją z części parafii pw. Świętego Józefa Oblubieńca Najświętszej Maryi Panny i Podwyższenia Krzyża Świętego w Ozorkowie. Został również poświęcony plac pod budowę nowego kościoła.
5 sierpnia 2012 r. odbyła się uroczysta Msza Święta w 20-lecie erygowania parafii, w której uczestniczył abp metropolita Władysław Ziółek. Uroczyście odsłonięto tablicę poświęconą, zmarłemu tego samego roku, pierwszemu proboszczowi tej parafii, ks. kan. Józefowi Piaskowskiemu, który przyczynił się do budowy kościoła i parafii od podstaw.
W 2012 r. wyruszyła „I Ozorkowska Piesza Pielgrzymka na Jasną Górę”, licząca 100 osób., zorganizowana przez proboszcza ks. Zenona Piechotę.

## Obszar parafii

### Granice parafii
W 1992 r. parafia została określona w granicach:
- Od północy: ul. Konstytucji 3 Maja, (str. południowa) od ul. Zielonej do Starego Rynku; tory kolejowe przecinające Stary Rynek (Plac Jana Pawła II[6]); ul. Południowa (po południowej stronie, od Starego Rynku do rzeki Bzury;
- Od wschodu: rzeka Bzura, zachodnie obrzeże Zalewu Ozorkowskiego po granicę parafii w Parzęczewie;
- Od południowego wschodu do północy: granica parafii w Parzęczewie od Zalewu Ozorkowskiego po granicę parafii w Solcy Wielkiej, a następnie granica parafii w Solcy Wielkiej po ul. Konstytucji 3 Maja.

### Miejscowości i ulice
W granicach parafii znajdują się miejscowości: Konstantki, oraz ulice Ozorkowa:

- Adamówek,
- Akacjowa,
- Armii Krajowej,
- Bema,
- Karmelowa,
- Kochanowskiego,
- Konarskiego,
- Konstytucji 3 Maja (nr parzyste),
- Kołłątaja,
- Kupiecka,
- Lipowa,
- Lotnicza,
- Mielczarskiego,
- Miła,
- Małachowskiego,
- Nastrojowa,
- Nowe Miasto,
- Nowy Rynek,
- Piłsudskiego,
- Południowa,
- Radosna,
- Sikorskiego,
- Spacerowa,
- Spokojna,
- Sporna,
- Staszica,
- Sucharskiego,
- Tkacka,
- Obrońców Westerplatte,
- Oliwkowa,
- Włókiennicza,
- Wodna,
- Wspólna,
- Zachodnia,
- Zbożowa,
- Zgodna,
- Źródlana

## Proboszczowie
| Okres pełnienia funkcji | Okres pełnienia funkcji | Proboszcz                 | Lata życia | Uwagi                                                                    |
| od                      | do                      | Proboszcz                 | Lata życia | Uwagi                                                                    |
| ----------------------- | ----------------------- | ------------------------- | ---------- | ------------------------------------------------------------------------ |
| 1 sierpnia 1992         | 2012                    | ks. kan. Józef Piaskowski | 1940–2012  | Pierwszy proboszcz parafii; przyczynił się do budowy kościoła i parafii. |
| mianowany 1 marca 2012  | 2022                    | ks. Zenon Piechota        |            |                                                                          |
| 2022                    |                         | ks. Jerzy Petera          |            |                                                                          |